# Ján Kalinčiak
Ján Kalinčiak (n. 10 august 1822 - d. 16 iunie 1871) a fost un scriitor slovac.
A scris nuvele și romane realiste istorice sau inspirate din contemporaneitate și memorii.

## Scrieri
- 1842: Neamul Bozok ("Bozkovci")
- 1845/1846: Mâna fratelui ("Bratova ruka")
- 1860: Alegerile ("Reštavrácia")
- 1870: Orava.

1. ↑  REGO, accesat în 1 aprilie 2024